# Shafiq Chitou
Shafiq Chitou (* 23. Mai 1985 in Cotonou) ist ein Boxer aus Benin und Olympiateilnehmer von 2012 im Leichtgewicht.

## Boxkarriere
Chitou nahm an den Weltmeisterschaften 2009 in Mailand teil, besiegte Hassan Shahzada, Afghanistan und Papish Baloyi, Südafrika, ehe er in der dritten Turnierrunde gegen Kerem Gürgen, Türkei, ausschied. 2010/2011 war er Teilnehmer der türkischen Mannschaft „Istanbulls“ in der World Series of Boxing (WSB) und gewann bei den Afrikanischen Meisterschaften 2011 in Kamerun die Bronzemedaille.
Bei den Olympischen Spielen 2012 in London schied er im ersten Kampf gegen Ahmed Mejri, Tunesien, aus (9:16).